# Hugo Brandt Corstius
Œuvres principales
Opperlandse taal- & letterkunde, Kritiek op kritiek, Onbewolkt, Het bewustzijn
Hugo Brandt Corstius (né le 29 aout 1935 à Eindhoven – mort le 28 février 2014 à Amsterdam) est un auteur néerlandais connu à la fois pour son œuvre scientifique et littéraire;  professeur aux universités de Rotterdam, d’Amsterdam et de Tilburg, il écrit pour divers journaux, notamment le NRC Handelsblad et le Vrij Nederland, utilisant de nombreux pseudonymes en fonction des sujets traités. Proposé pour le prestigieux prix P.C. Hooft en 1985, son style franc et direct fait en sorte que le gouvernement néerlandais qui jusque-là décernait ce prix refuse la proposition du jury; l’épisode conduit à la création d’une fondation privée qui  en est responsable depuis. Nommé à la chaire Leonardo de l’Université de Tilburg en 1998, il y développe une théorie de la conscience. Il s’éteint à l’âge de 78 ans à Amsterdam.

## Biographie
Bien que son nom de famille ait été Brandt Corstius, il utilisa généralement la forme abrégée « Corstius ». Il étudia d’abord les mathématiques à Amsterdam où il fut l’élève d’Adriaan van Wijngaarden qui lui fit découvrir ce qui était alors un nouveau domaine d’études : l’informatique . Il reçut son diplôme en 1970 avec un mémoire sur la linguistique informatique et se joignit par la suite au Centre des Mathématique d’Amsterdam.
En 1974 il devint professeur de traitement automatique de l’information à l’Université Erasmus de Rotterdam tout en continuant comme assistant professeur de sémantique et de linguistique informatique à l’Université d'Amsterdam, poste qu’il conserva jusqu’à ce qu’il abandonne l’enseignement en 1996.
Cependant il est davantage connu du grand public pour son activité littéraire :
- chroniqueur aux journaux Vrij Nederland et de Volkskrant;

- critique linguistique et littéraire entre autres pour Vrij Nederland, de Volkskrant et le NRC Handelsblad;

- auteur de Opperlandse taal- & letterkunde ainsi que de la suite Opperlans!

## Pseudonymes
Il commença à écrire sous son propre nom dans le journal d’étudiants Propria Cures dont il fut rédacteur de 1957 à 1959, mais il écrivit par la suite sous un grand nombre de pseudonymes, chacun d’entre eux correspondant selon ses propres dires à un aspect différent de sa personnalité. Au total c’est une soixantaine qui furent recensés tout au cours de sa carrière, selon les sujets traités . C’est ainsi qu’il utilisa celui de Piet Grijs pour les chroniques qu’il publia dans le Vrij Nederland et celui de Battus pour ses articles sur la sémantique et la linguistique. Parmi les plus connus, citons Piet Grijs, Stoker, Battus, Raoul Chapkis, Victor Baarn, Dolf Cohen, Maaike Helder, Peter Malenkov et Talisman.

## Le polémiste

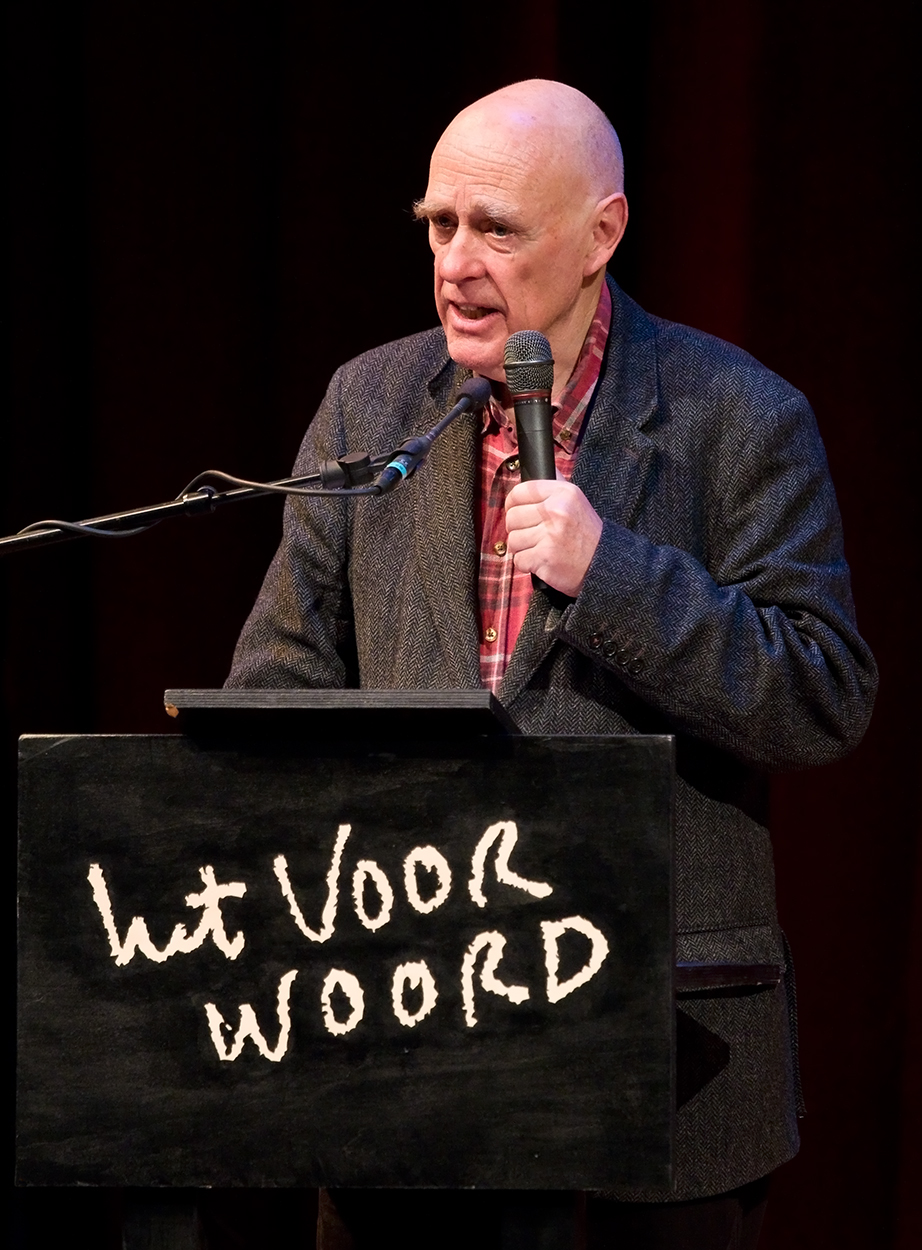
Hugo Brandt Corstius en 2010

Sous le pseudonyme de Piet Grijs, il écrivit une série d’articles impliquant le criminologue Wouter Buikhuisen qui tentait d’établir par ses recherches sur le cerveau un lien entre criminalité et facteurs biologiques. Il y comparait le chercheur qui venait tout juste d’être nommé professeur à l’Université de Leyde au leader d’extrême-droite Joop Glimmerveen, utilisant des arguments ad hominem et traitant Buikhuisen d’ « idiot congénital », d’ « opportuniste » et de « charlatan stupide ». Dans le climat politique et scientifique des années 1970, cela devait suffire à ruiner la carrière de celui-ci. Il reçut des alertes à la bombe et des menaces de mort; finalement, il perdit l’appui de l’université.
Des années plus tard, en 2004, il joua un rôle dans le retrait de la vie publique de Paul Cliteur, politicien, philosophe et chroniqueur. Se sentant menacé par les écrits de Brandt Corstius et autres attaquants, celui-ci dut mettre un terme à sa collaboration au journal Buitenhof en raison de ses positions que d’aucuns jugeaient « racistes » concernant l’Islam, et de nature à empêcher l’intégration des musulmans dans la société néerlandaise.

## Le linguiste
C’est sous le pseudonyme de Battus que Corstius écrivit ses nombreux articles, chroniques et livres sur la linguistique, insistant surtout sur la forme plutôt que le contenu des mots. Ces articles portaient entre autres sur les palindromes, sur le mot le plus long de la langue néerlandaise, sur les « mots sans lettre e » de cette même langue, etc; ils furent réunis dans son ouvrage Opperlande taal- en letterkunde que l’on pourrait traduire par « linguistique des Pays-Hauts (par opposition aux Pays-Bas) » qui furent suivis vingt ans plus tard par Opperlans! Les deux livres traitent de la forme des mots en néerlandais sans égard à leur signification. Il écrivit également De Encyclopedie, une parodie des encyclopédies traditionnelles, ouvrage d’environ 300 pages, numérotées de 1 à 40 000, contenant jeux de mots, références à des pages non existantes et autres plaisanteries.
Le palindrome « Symmys » qu’il choisit comme titre pour son livre du même nom inspira le prix « SymmyS » du magazine The Palindromist.

## Le prix P.C. Hooft

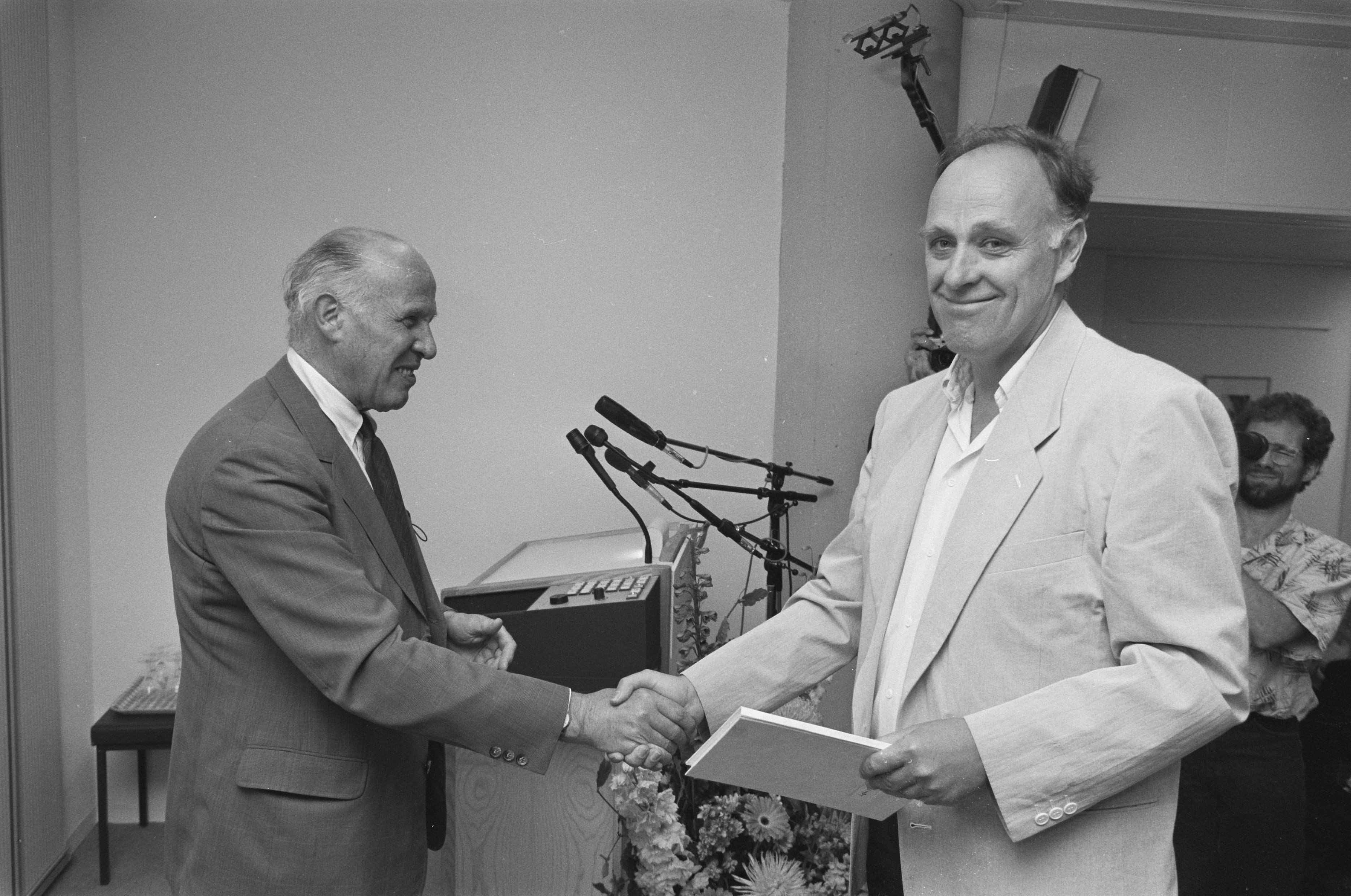
Hugo Brandt Corsitus recevant le prix P.C. Hooft des mains de Sem Dresden en 1987.

Le caractère polémique de certains de ses écrits suscita une intense controverse lors de l’attribution du Prix P.C. Hooft en 1985. Ce prix d’État, établi lors du 300e anniversaire de Pieter Corneliszoon Hooft (1581-1647)  était remis sur la recommandation d’un jury au ministre de la Culture, à l’époque Elco Brinkman. Ce dernier repoussa la sélection du jury en raison des nombreuses critiques de Corstius à l’endroit du premier cabinet Lubbers. Entre autres, Corstius avait comparé le ministre des Finances d’alors, Onno Ruding, au criminel de guerre nazi Adolf Eichmann. Plus tôt, sous le pseudonyme Jan Eter, il s’était permis de ridiculiser la princesse héritière Beatrix et son époux d’origine allemande, le prince Claus.
Pour protester contre ce qu’il considérait comme une intrusion politique, le jury démissionna en bloc et, pendant deux ans, le prix ne fut pas remis. Le dilemme ne devait être résolu qu’en 1987 par la création de la Fondation du prix P.C. Hooft et d’un jury indépendant. Le prix cessa alors d’être un prix d’État et fut remis tel que proposé deux ans plus tôt à Hugo Brandt Corstius, mais par le président de l’Académie royale néerlandaise des arts et des sciences, Sem Dresden.

## Chaire Leonardo
En 1998, Hugo Brandt Corstius se vit confié la chaire Leonardo de l’Université de Tilburg. Il y développa une théorie de la « conscience » selon laquelle la notion de « conscience » doit être détachée de celle d’ « âme » ou d’ « esprit ». Elle consisterait plutôt en un « jeu d’ondes réfléchies », fruit des mouvements récursifs de notre cerveau. On pourrait ainsi comparer ce cerveau à une étendue d’eau dans laquelle est jetée une pierre. Celle-ci produit des ondes qui vont en s’élargissant à partir du point d’impact jusqu’à ce qu’elles rencontrent un obstacle d’où elles repartent en sens inverse vers leur point d’origine; elles interagissent alors avec de nouvelles ondes se dirigeant de plus en plus faiblement vers l’obstacle.
En 2005, il fut nommé professeur d’études néerlandaises à la Sorbonne.

## Les dernières années
Brandt Corstius devait s’éteindre à l’âge de 78 ans des suites d’une longue maladie. Quelque six mois avant sa mort on avait diagnostiqué une forme avancée de dégénérescence lobaire frontotemporale . Selon son fils, Jelle Brandt Corstius, « les médecins nous disent que quelques personnes parviennent à conserver leur lucidité grâce à divers procédés. Avec le recul du temps, c’est ce qu’a réussi à faire mon père pendant quelques années.

## Famille

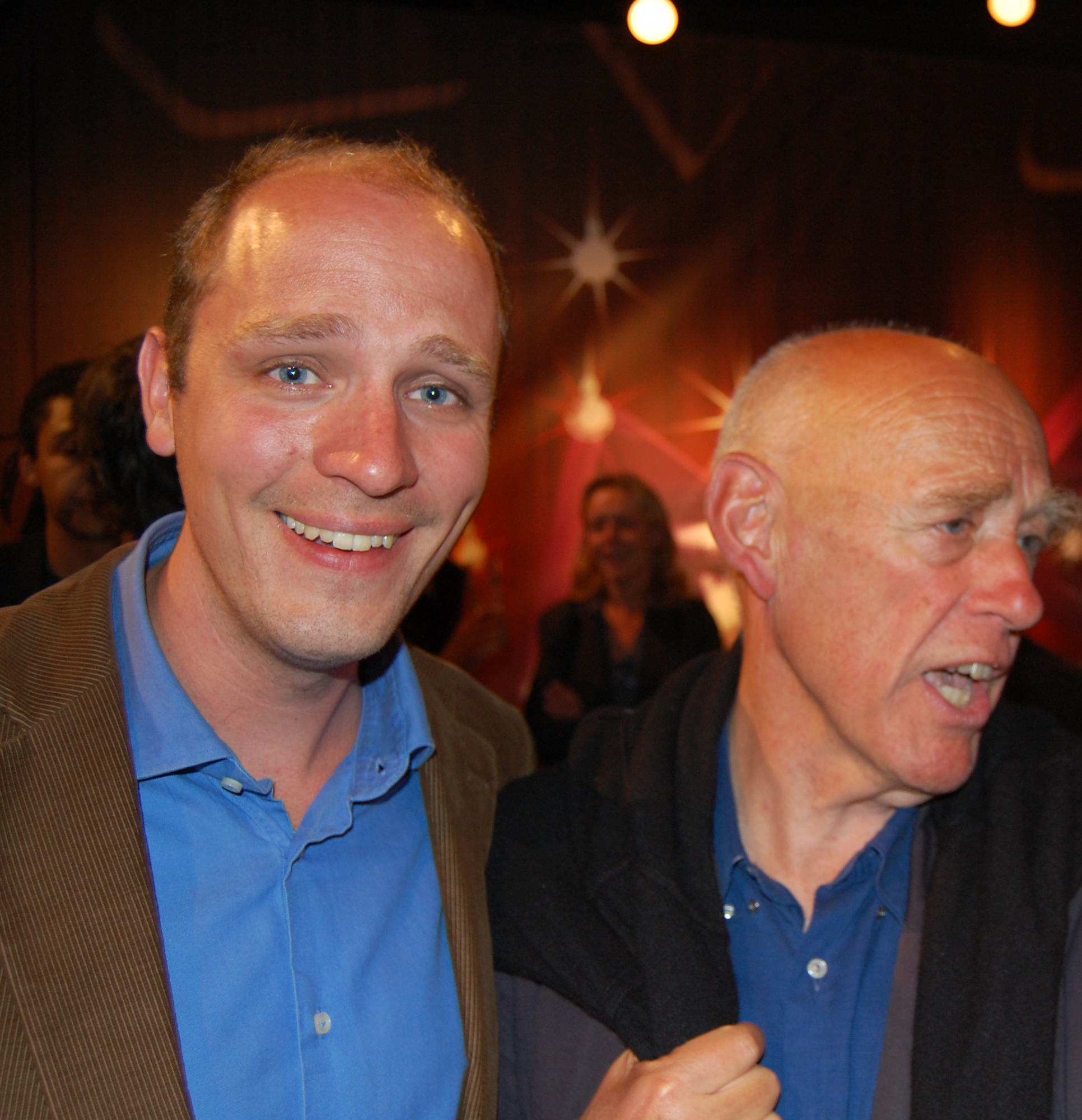
Hugo Brandt Corstius et son fils Jelle.

Son père, Johannes Christian Brandt Corstius (1908-1985), était professeur de littérature néerlandaise. Il eut une sœur plus jeune, Liesbeth Brandt Corstius  (1940-2022) qui fut historienne de l’art.
Lui-même eut deux filles et un fils. La première, Aaf Brandt Corstius (1975- ), est une écrivaine, journaliste et chroniqueuse. La deuxième, Merel, enseigne la méthode Montessori, alors que son fils Jelle est également écrivain, ancien journaliste correspondant en Russie. Ce dernier mit par écrit en 2016 les souvenirs que lui inspiraient ses promenades à bicyclette avec son père.

## Prix

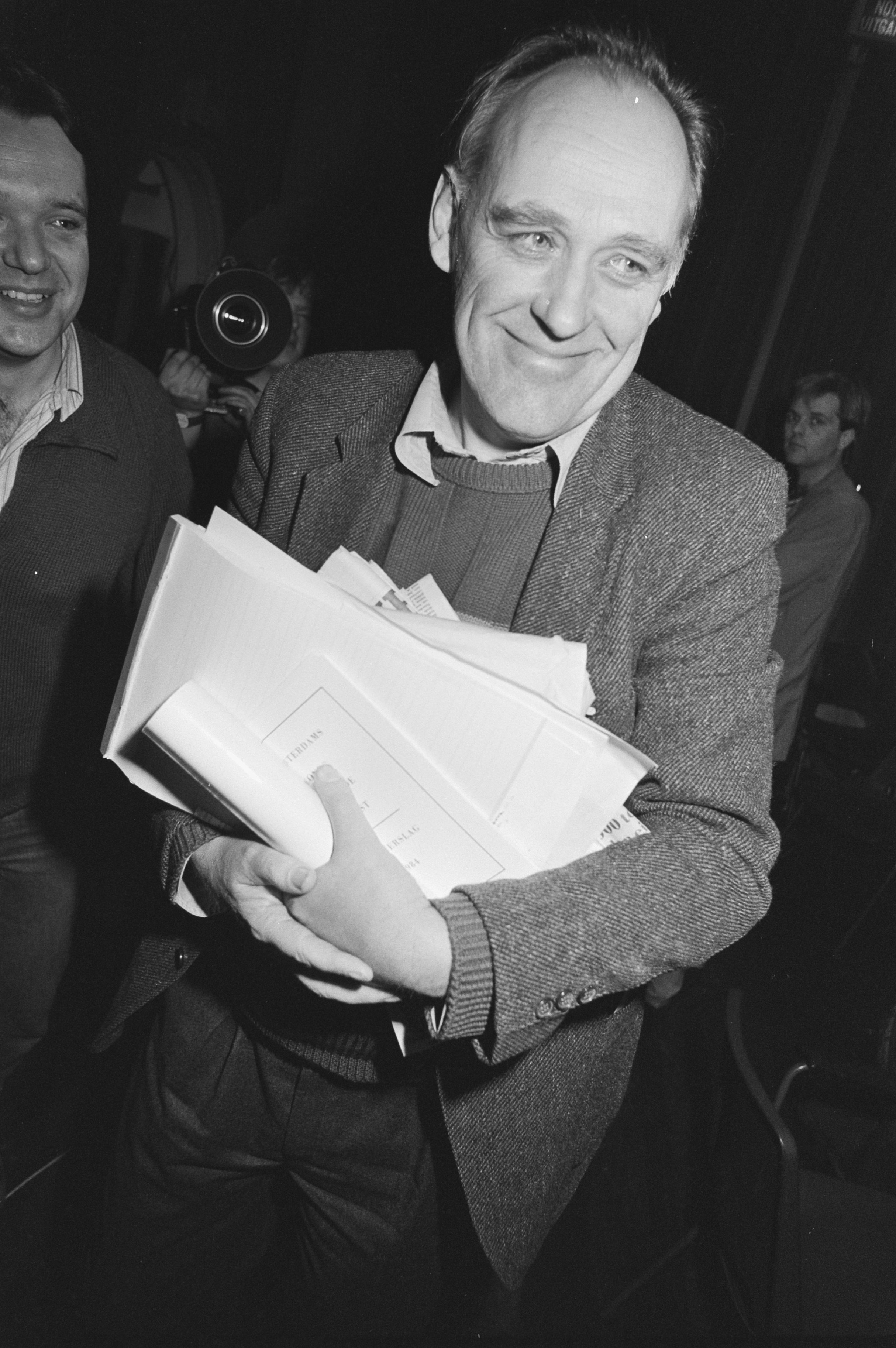
Hugo Brandt Corstius reçoit le prix Busken Huet en 1985

- 1966 – Prix Anne-Frank pour  Ik sta op mijn hoofd

- 1978 – Prix Cestoda

- 1978 – Prix Marcel van Grunsven pour l’ensemble de son œuvre

- 1985 –Prix Busken Huet pour Rekenen op taal

- 1987 – Prix P.C. Hooft pour l’ensemble de son œuvre

## Publications
- 1966 - De reizen van Pater Key (pseudonyme : Raoul Chapkis)

- 1966 - Zes dagen onbedachtzaamheid kan maken dat men eeuwig schreit (pseudonyme :  Raoul Chapkis)

- 1966 - Ik sta op mijn hoofd (pseudonyme : Raoul Chapkis)

- 1970 - Exercises in Computational Linguistics (thèse universitaire)

- 1970 - Grijsboek, of de nagelaten bekentenissen van Raoul Chapkis (pseudonyme :  Piet Grijs)

- 1971 - Zinnig tuig (pseudonyme :  Piet Grijs)

- 1972 - Blijf met je fikken van de luizepoten af! (pseudonyme : Piet Grijs)

- 1974 - Algebraïsche taalkunde

- 1974 - Weer een nieuw vak?

- 1975 - A is een letter (pseudonyme :  Piet Grijs)

- 1975 - Piet Grijs is gek (pseudonyme : Piet Grijs)

- 1977 - Kritiek op kritiek (pseudonyme : Piet Grijs)

- 1978 - Computer-taalkunde

- 1978 - Televisie, psychiaters, computers en andere griezelverhalen (pseudonyme : Piet Grijs)

- 1978 - De Encyclopedie (pseudonyme : Battus)

- 1978 - Buikhuisen, dom én slecht (pseudonyme : Piet Grijs)

- 1980 - De Kroon (pseudonyme : Victor Baarn)

- 1981 - Opperlandse taal- & letterkunde (pseudonyme : Battus)

- 1981 - Verzameld werk (pseudonyme : Raoul Chapkis)

- 1982 - Verbrande turf (pseudonyme : Stoker)

- 1983 - Rekenen op taal (pseudonyme : Battus)

- 1982 - ...honderd. Ik kom! (pseudonyme : Piet Grijs et autres)

- 1984 - De Encyclopedie (pseudonyme : Battus)

- 1985 - Tussen letter en boek (pseudonyme : Battus)

- 1987 - Liegen, loog, gelogen (pseudonyme : Dolf Cohen)

- 1988 - Denk na

- 1988 - Een kettertje verschik (pseudonyme : Battus)

- 1988 - Le dichtstal (pseudonyme : Battus)

- 1989 - Vrijdag? Dit moet cultuur zijn! (pseudonyme : Piet Grijs)

- 1990 - O'dom (pseudonyme : Battus)

- 1990 - Q (pseudonyme : Battus)

- 1991 - Symmys (pseudonyme : Battus)

- 1992 - De man die niet meer in de rij wou staan (pseudonyme : Peter Malenkov)

- 1993 - Letterkunst (pseudonyme : Battus)

- 1993 - Schuld en boete (pseudonyme : Piet Grijs)

- 1993 - Onbewolkt (pseudonyme : Maaike Helder)

- 1993 - Talismania (pseudonyme : Talisman)

- 1995 - De hoofdredacteur

- 1995 - Water en vuur

- 1999 - Het bewustzijn

- 2001 - Dingen leren

- 2002 - Opperlans! (pseudonyme : Battus)

- 2003 - Vormen en woorden (Collection de textes écrits comme écrivain en résidence à l’Université technique de Delft)

- 2005 - Klein maar zijn (pseudonyme : Batticus)

- 2006 - Eetgeenvlees

- 2007 - Opperlans woordenboek (pseudonyme : Battus)

- 2009 - Mensenarm dierenrijk

- 2011 - Rijmlijm

- 2020 - Het beste van Brandt Corstius volgens Hugo Brandt Corstius (introduction de Liesbeth Koenen)